# Igoumenitsa
Igoumenitsa (in greco Ηγουμενίτσα?, Īgoumenítsa; in albanese Gumenicë; in italiano in passato: Gomenizza, nell'antichità: Τιτάνα, Titána) è un comune della Grecia situato nella periferia dell'Epiro (unità periferica della Tesprozia).
A seguito della riforma amministrativa detto programma Callicrate in vigore dal gennaio 2011 che ha abolito le prefetture e accorpato numerosi comuni, la superficie del comune è ora di 428 km² e la popolazione è passata da 14 710 a 24 130 abitanti secondo i dati del censimento 2001.
Dista pochi chilometri dal confine albanese di Konispol ed è circondata da montagne coperte da foreste che si protendono verso il mare.
Il Porto di Igoumenitsa è un importante crocevia delle rotte marittime che collegano l'Italia alla penisola ellenica, alla Bulgaria e alla Turchia, soprattutto da quando è terminata, nel 2009, la costruzione dell'autostrada greca Egnatia Odos, che per 670 km attraversa la Grecia settentrionale unendo la costa ionica con il confine fra Grecia e Turchia.

## Geografia fisica

### Clima
Il clima a Igoumenitsa è balcanico, essendo la città posta ai piedi del Pindo, quindi caratterizzato da estati calde e da inverni freddi e umidi. La media annuale delle precipitazioni piovose è di 1100 mm.

## Storia
Nell'antichità, Igoumenitsa era conosciuta come Titani, e nel IV secolo a.C. era una delle città più importanti del Regno dei Tesprozi, con un'estensione di 28 ettari, e delle mura di cinta di 2400 metri di circonferenza. Gli scavi hanno anche portato alla luce un teatro di 2500 posti e le rovine di due templi. La città fu poi distrutta e in seguito conquistata dai Romani nel 167 a.C.
Nel 1913 Igoumenitsa, allora un piccolo villaggio, venne liberata dal giogo della dominazione ottomana e venne così a far parte della Grecia.

## Economia
Nonostante le sue dimensioni contenute (14 710 abitanti nel 2001), Igoumenitsa è uno scalo importante per il viaggiatore che proviene dall'Italia, perché ivi è presente un importante polo del commercio europeo, infatti vi sono varie rotte terrestri: per l'Albania, per la Macedonia del Nord, per la Grecia continentale, e per Bulgaria e Turchia (attraverso l'autostrada A2, conosciuta come Egnatia Odos). Molte rotte turistiche e commerciali (che provengono principalmente da Trieste, Ancona, Bari e Brindisi) fanno spesso scalo in questa città prima di proseguire per le isole Ionie o per il porto di Patrasso, considerevolmente più grande di quello di Igoumenitsa.
Nell'ottobre 2022 la cordata composta da Grimaldi Euromed, Minoan Lines Shipping e Investment Construction Commercial & Industrial ha acquisito il 67% del capitale sociale della Igoumenitsa Port Authority, ente gestore dello scalo marittimo, al prezzo di 84,17 milioni di euro, a seguito di una gara indetta dall'Hellenic Republic Asset Development Fund, il fondo che si occupa della gestione e della privatizzazione di porti e di altri beni pubblici greci.

### Turismo
La città si trova a pochi chilometri da Syvota e ad una cinquantina di chilometri da Parga, due piccole ma rinomate mete turistiche balneari.